# Hydriomena lapponica
Hydriomena lapponica là một loài bướm đêm trong họ Geometridae.